# Kamionka Lasowa
Kamionka Lasowa – dawna okolica szlachecka położona bezpośrednio na południowy wschód od Rawy Ruskiej oraz północny zachód od Żółkwi. Obecnie wioski znajdują się w rejonie żółkiewskim obwodu lwowskiego.
W 1854 r. Kamionkę Wołoską podzielono na dwie gminy katastralne: Kamionkę Wołoską na zachodzie i Kamionkę Lasową na wschodzie, obejmującą przysiółki: Biszków, Bobroidy, Budy, Krzywe Kamienieckie, Milawę, Piratyn.